# وینچنزو مکو
وینچنزو مکو (ایتالیایی: Vincenzo Meco؛ زادهٔ ۱ اکتبر ۱۹۴۰) دوچرخه‌سوار اهل ایتالیا است. وی در مسابقات جیرو دیتالیا شرکت کرده است.